# Чувашева
Чува́шева (рос. Чувашева) — присілок у складі Байкаловського району Свердловської області. Входить до складу Байкаловського сільського поселення.
Населення — 9 осіб (2010, 22 у 2002).
Національний склад населення станом на 2002 рік: росіяни — 100 %.